# كلورتاليدون
كلورتاليدون (بالإنجليزية: Chlortalidone)‏ هو دواء يُستعمل في علاج:
- متلازمة كلوية[9]
- استسقاء عام[9]
- فشل القلب الاحتقاني[9]
- ارتفاع ضغط الدم[9][10]

## دوره
يلعب هذا الدواء دورًا في علاج الأمراض كونه:
- خافضات ضغط الدم
- مدر البول